# 竹本雄飛
竹本 雄飛（たけもと ゆうひ、1997年8月19日 - ）は、広島県廿日市市出身のプロサッカー選手。Jリーグ・ロアッソ熊本所属。ポジションは、ミッドフィールダー（MF）。

## 来歴
小学校3年でサッカーを始め、中学校からはサンフレッチェ広島の育成組織に所属。トップチームへの昇格は叶わず、立命館大学へ進学し、1年次から主力に定着した。
2020年より、ロアッソ熊本へ加入した。攻撃的MFとして試合出場はあったが監督の評価は得られず、出番は限られた。
2021年頃から主力として定着しJ2昇格に貢献した。2022年シーズンは左ウイングバックやセンターFW(いわゆる0トップ)にコンバートされると、左サイドからの質が高いパスや攻撃参加で5ゴールをするなど活躍し、J1参入プレーオフ進出に貢献した。2023年シーズンも同様に主力として天皇杯ベスト4などに貢献した。
2024年シーズンは怪我で出遅れると左ウイングバックでの出番は限られ、2022年シーズンに経験した0トップやトップ下での起用が主体で、それも若手の台頭があり出番は限られた。

## 所属クラブ
- 廿日市FCジュニア
- サンフレッチェ広島F.Cジュニアユース
- サンフレッチェ広島F.Cユース（広島県立吉田高等学校[3]）
- 立命館大学
- 2020年 -  ロアッソ熊本

## 個人成績
| 国内大会個人成績 | 国内大会個人成績 | 国内大会個人成績 | 国内大会個人成績 | 国内大会個人成績 | 国内大会個人成績 | 国内大会個人成績 | 国内大会個人成績 | 国内大会個人成績 | 国内大会個人成績 | 国内大会個人成績 | 国内大会個人成績 |
| 年度             | クラブ           | 背番号           | リーグ           | リーグ戦         | リーグ戦         | リーグ杯         | リーグ杯         | オープン杯       | オープン杯       | 期間通算         | 期間通算         |
| 年度             | クラブ           | 背番号           | リーグ           | 出場             | 得点             | 出場             | 得点             | 出場             | 得点             | 出場             | 得点             |
| 日本             | 日本             | 日本             | 日本             | リーグ戦         | リーグ戦         | リーグ杯         | リーグ杯         | 天皇杯           | 天皇杯           | 期間通算         | 期間通算         |
| ---------------- | ---------------- | ---------------- | ---------------- | ---------------- | ---------------- | ---------------- | ---------------- | ---------------- | ---------------- | ---------------- | ---------------- |
| 2019             | 立命館大         | 10               | -                | -                | -                | -                | -                | 2                | 0                | 2                | 0                |
| 2020             | 熊本             | 14               | J3               | 3                | 0                | -                | -                | -                | -                | 3                | 0                |
| 2021             | 熊本             | 14               | J3               | 16               | 3                | -                | -                | 1                | 0                | 17               | 3                |
| 2022             | 熊本             | 14               | J2               | 38               | 5                | -                | -                | 2                | 1                | 40               | 6                |
| 2023             | 熊本             | 14               | J2               | 42               | 2                | -                | -                | 5                | 0                | 47               | 0                |
| 2024             | 熊本             | 7                | J2               | 19               | 2                | 1                | 0                | 0                | 0                | 20               | 2                |
| 2025             | 熊本             | 7                | J2               |                  |                  |                  |                  |                  |                  |                  |                  |
| 通算             | 日本             | 日本             | J2               | 99               | 9                | 1                | 0                | 7                | 1                | 107              | 10               |
| 通算             | 日本             | 日本             | J3               | 19               | 3                | -                | -                | 1                | 0                | 20               | 3                |
| 通算             | 日本             | 日本             | 他               | -                | -                | -                | -                | 2                | 0                | 2                | 0                |
| 総通算           | 総通算           | 総通算           | 総通算           | 118              | 12               | 1                | 0                | 10               | 1                | 129              | 13               |

その他の公式戦
- 2022年 
  - J1参入プレーオフ 3試合0得点

出場歴
- Jリーグ初出場 - 2020年7月15日 J3第4節 セレッソ大阪U-23戦（えがお健康スタジアム）
- Jリーグ初得点 - 2021年10月3日 J3第21節 藤枝MYFC戦（えがお健康スタジアム）